# Bernardo Dias
Bernardo Oliveira Dias (Lisbona, 4 gennaio 1997) è un calciatore portoghese, centrocampista svincolato.

## Caratteristiche tecniche
È un esterno destro.

## Carriera
Cresciuto nelle giovanili del Belenenses, ha esordito il 14 agosto 2016 in un match perso 2-0 contro il Vitória Setúbal.

## Statistiche

### Presenze e reti nei club
Statistiche aggiornate al 7 luglio 2017.
| Stagione        | Squadra         | Campionato      | Campionato | Campionato | Coppe nazionali | Coppe nazionali | Coppe nazionali | Coppe continentali | Coppe continentali | Coppe continentali | Altre coppe | Altre coppe | Altre coppe | Totale | Totale | Totale |
| Stagione        | Squadra         | Comp            | Pres       | Reti       | Comp            | Pres            | Reti            | Comp               | Pres               | Reti               | Comp        | Pres        | Reti        | Pres   | Reti   |        |
| --------------- | --------------- | --------------- | ---------- | ---------- | --------------- | --------------- | --------------- | ------------------ | ------------------ | ------------------ | ----------- | ----------- | ----------- | ------ | ------ | ------ |
| 2015-2016       | Belenenses      | PL              | 6          | 0          | TP+TL           | 0+2             | 0               |                    | -                  | -                  |             | -           | -           | 8      | 0      |        |
| Totale carriera | Totale carriera | Totale carriera | 6          | 0          |                 | 2               | 0               |                    | -                  | -                  |             | -           | -           | 8      | 0      |        |

## Palmarès

### Individuale
- Capocannoniere della Coppa d'Azerbaigian: 1

2024-2025 (3 reti)